# Martioda
Martioda (Mártioda  en espagnol) est un village ou contrée faisant partie de la municipalité de Vitoria-Gasteiz dans la province d'Alava dans la Communauté autonome basque. Il se situe à 11 km au nord-Ouest du centre de Vitoria-Gasteiz.
Les festivités patronales ont lieu le 15 septembre en l'honneur de la Vierge d'Urrialdo.

## Histoire
Les premières mentions écrites sur Mártioda datent du XVe siècle. Il a d'abord eu le rang historique fraternité et de villa seigneuriale, entre les mains des Hurtado de Mendoza, des seigneurs de Mártioda, des locataires de la tour dont le duc de Tovar a toujours été le propriétaire. Les derniers propriétaires privés de la villa ont été les seigneurs Mazarredo qui l'ont vendue dans leur intégrité à la Députation forale d'Alava en 1975 par 50 millions de pesetas. Il a fait partie de la commune de Los Huetos jusqu'à son annexion par la mairie de Vitoria-Gasteiz en 1975.

## Patrimoine civil
Du patrimoine de Martioda il faut souligner la Tour des Hurtado de Mendoza (Torre des Hurtado de Mendoza). C'est le principal patrimoine architectural de cette localité. Elle a été construite au XIIIe siècle, bien qu'elle ait été totalement reconstruite au XVIIIe siècle. À l'origine appartenant à la puissante lignée alavaise (gentilé d'Alava) des Hurtado de Mendoza, qui ont dirigé depuis cette maison-tour ses seigneuries du territoire. Elle a aussi été utilisée comme prison. Elle est actuellement la propriété de la Députation forale d'Alava, bien qu'elle se trouve dans un état d'abandon. Il existe des plans pour une restauration de ce bâtiment.
L'église et l'ermitage d'Urrialdo sont aussi remarquables.
A Martioda il y a un centre de récupération de faune sauvage.

## Voir également
- Liste des municipalités d'Alava